# Poetry for the Poisoned
Albums de Kamelot
Ghost Opera
(2007) Silverthorn (Kamelot)
(2012)
Poetry For The Poisoned est le neuvième album du groupe Kamelot, qui est sorti le 20 septembre 2010.
L'artwork de l'album a été réalisé par l'artiste Seth Siro Anton.

## Liste des titres
1. The Great Pandemonium (feat. Björn "Speed" Strid) - 4:24
2. If Tomorrow Came - 3:58
3. Dear Editor - 1:18
4. The Zodiac (feat. Jon Oliva) - 4:00
5. Hunter's Season (feat. Gus G.) - 5:34
6. House on a Hill (feat. Simone Simons) - 4:14
7. Necropolis - 4:16
8. My Train of Thoughts - 4:08
9. Seal of Woven Years - 5:13
10. Poetry for the Poisoned, Pt. I: Incubus - 2:57
11. Poetry for the Poisoned, Pt. II: So Long (feat. Simone Simons & Amanda Somerville) - 3:24
12. Poetry for the Poisoned, Pt. III: All is Over (feat. Simone Simons & Amanda Somerville) - 1:03
13. Poetry for the Poisoned, Pt. IV: Dissection (feat. Amanda Somerville) - 1:58
14. Once Upon a Time - 3:45
15. Thespian Drama" (Instrumental) (Japanese/Vinyl Single Edition) - 3:46
16. House on a Hill (Uncut version)" (US Edition)
17. Where the Wild Roses Grow" (Limited Edition)

### Invités
- Simone Simons - chant sur "House on a Hill" et "Poetry for the Poisoned, Pt. II-III"
- Björn "Speed" Strid (Soilwork) - grunt sur "The Great Pandemonium"
- Jon Oliva (Savatage, Jon Oliva's Pain, Trans-Siberian Orchestra)  - chant sur "The Zodiac"
- Gus G. (Firewind, Ozzy Osbourne) - solo de guitare sur "Hunter's Season"
- Amanda Somerville - chœur sur "Poetry for the Poisoned, Pt. I-IV" et chant sur "The Zodiac".
- Chanty Wunder - chant sur "Where the Wild Roses Grow"